# Dicranomyia tristoides
Dicranomyia tristoides är en tvåvingeart som först beskrevs av Alexander 1929.  Dicranomyia tristoides ingår i släktet Dicranomyia och familjen småharkrankar. Inga underarter finns listade i Catalogue of Life.